# 満若勇咲
満若 勇咲（みつわか ゆうさく、1986年 - ）は、日本のドキュメンタリー映画監督、キャメラマン。『私のはなし 部落のはなし』（2022年）が第96回キネマ旬報ベストテンの文化映画第1位を獲得した。

## 経歴
京都府八幡市出身。2005年3月、京都府立京都八幡高等学校卒業。同年4月、大阪芸術大学に入学。
2007年、3年生に上がり、劇映画からドキュメンタリー専攻に転向した頃だった。高校1年生から吉野家でアルバイトをしていた満若は、パック詰めで店に届くスライス肉を調理するなかで、ふと「牛からスライスされた肉になるまでの過程って見たことないな」と興味が湧いた。各地の屠場で取材を断られる中、東京都港区の「お肉の情報館」から著述家の角岡伸彦を紹介される。「撮影がダメならダメでいいんです。でも、その理由を僕の目の前で言ってほしいんです」と訴える満若に心を動かされた角岡は、出身地の加古川市の屠場関係者に連絡をとり、満若を連れて加古川食肉産業協同組合理事長の中尾政国に面会した。中尾は即座に撮影の協力を約束した。読書家の中尾はそのときエトムント・フッサールを読んでいた。角岡はのちにこう書き記している。「研究者以外でフッサールに関心を持っている人もまた稀であろう。かくして屠場を舞台に稀なふたりが出会い、満若君の取材が始まった」
満若は毎週1回、合計25、6回、撮影のため加古川市に行き、同年、『にくのひと』を制作した。『にくのひと』は大阪芸術大学の映像専攻の3回生（2007年度）が制作した約100作品のうち、学内上映会での観客アンケートの1位に輝いた。同時に記録映像コースの最優秀作品賞にも選ばれた。2008年4月、角岡はNPO法人ニューメディア人権機構のウェブサイト「ふらっと」に『にくのひと』の批評を寄稿。これがきっかけで、高野山で行われた部落解放・人権夏季講座や、アムネスティインターナショナル・フィルムフェスティバルで上映されることとなった。『にくのひと』は第1回田原総一朗ノンフィクション賞を受賞した。大学では原一男が指導する記録映像コースでドキュメンタリー制作を学んだ。
2010年、大学卒業。『にくのひと』は東京のミニシアターでの公開が決まるが、試写状のデザインも刷り上がったタイミングで、部落解放同盟兵庫県連から、「具体的な地名を出している」「主人公の青年が、賤称語を交えたジョークを言っている」といった理由により抗議を受けた。この抗議をきっかけとして加古川市の地域の人々や、主人公の青年との関係が壊れ、映画は封印されてしまう。
角岡の妻の弟の辻智彦に弟子入りし、テレビや映画の撮影助手として仕事を始めた。テレビ朝日の『世界の車窓から』やNHK-BSのドキュメンタリー番組などに携わる。

### 『私のはなし 部落のはなし』
2016年2月、示現舎が、戦前の調査報告書「全国部落調査」を復刻して出版すると告知。同年4月16日、部落解放同盟と248人の個人原告は、示現舎と設立者の宮部龍彦らを相手どり、復刻版出版差止めと地名リスト削除を求めて東京地裁に提訴した（全国部落調査復刻事件）。同年5月19日、自民党・公明党・民進党は3党共同で「部落差別解消推進法」案を衆議院に提出した。同年8月、前述の中尾政国が病死した。こうした出来事が立て続けに起こり、満若は「次に映画を作るのであれば、もう一回、部落問題と向き合うべきではないか」と考え、この年に行われた全国部落調査復刻事件の報告集会の取材から撮影を開始した。原告に伝えた上で、示現舎側の取材も行った。
2021年7月17日放送のETV特集『僕らが自分らしくいられる理由〜54色のいろ鉛筆〜』をテレビディレクターの妻が監督。同番組でカメラマンを務めた。
2022年5月21日、上映時間3時間25分に及ぶドキュメンタリー映画『私のはなし 部落のはなし』が全国公開される。プロデューサーを大島新、撮影監督を辻智彦が務めた同作品は各地でアンコール上映が行われ、観客15000人を動員した。第96回キネマ旬報ベストテンの文化映画第1位を獲得し、日本映画ペンクラブの2022年文化映画第4位に選ばれた。
2023年2月20日、中央公論新社から『「私のはなし 部落のはなし」の話』を上梓した。

## 作品
- にくのひと（2007年） 監督・撮影
- 父、好美の人生（2008年） 監督・撮影
- 私のはなし 部落のはなし（2022年） 監督

## 著書
- 『「私のはなし 部落のはなし」の話』中央公論新社、2023年2月20日。ISBN 978-4-12-005632-1。